# Юкка сизая
Юкка сизая (лат. Yucca glauca) — многолетнее вечнозеленое однодомное бесстебельное или имеющее небольшой деревянистый стебель растение, вид рода Юкка семейства Спаржевые (Asparagaceae).

## Описание
Многолетний вечнозелёный кустарник. Стебель до 0,4 м высотой, листья линейные, сизо-зеленые, длиной 40-60 до 70 см, 0,8-1,2 см в ширину с редкими, тонкими, завитыми нитями по краю.
Цветонос 1-2 м до 3 м высотой. Соцветие кистевидное, но некоторые растения обладают разветвленными соцветиями и им дали сортовые названия. Цветки колокольчатые белые, зеленовато-белые или желтоватые, до 7 см длиной.
Плод сухая коробочка 5—9 × 3—5 см. Семена чёрные, плоские 9-12 × 8-9 мм.

## Распространение
Прерии Северной Америки. Ареал от Канадской провинций Альберта на севере, до штата Техас в США на юге.
Юкка сизая имеет самое обширное распространение среди всех североамериканских юкк.

## Подвиды
- Yucca glauca subsp. albertana Hochstätter
- Yucca glauca subsp. stricta (Sims) Hochstätter[2]